# Бэм-Бэм
Канпхиму Пхувакун (тайск. กันต์พิมุกต์ ภูวกุล; род. 2 мая 1997 года), более известен как Бэм-Бэм, (тайск. แบมแบม ) — тайский певец, рэпер, автор песен, продюсер и танцор. Является участником южнокорейской группы Got7. Дебютировал сольно 15 июня 2021 года с мини-альбомом Ribbon.

## Ранняя жизнь
Бэмбэм родился 2 мая 1997 года в Бангкоке Таиланд.
Его имя происходит от Бамм-Бамм Раббл из Флинстоунов. Его семья состоит из его матери и трех братьев и сестер. Его отец умер, когда ему было 3 года.
Бэмбэм заинтересовался корейской культурой и начал мечтать стать певцом благодаря своей матери, которая, будучи поклонницей Рейна, привела его на несколько концертов. Вдохновленный им, он начал учиться танцевать и петь, когда ему было 10 лет, и был частью танцевальной команды We Zaa Cool с Лисой из Blackpink. Он получил первую премию на конкурсе танцев Rain Cover в Таиланде в 2007 году и занял второе место на конкурсе LG Entertainer в Таиланде в 2010 году. Когда ему было 13, он прошел прослушивание в JYP World Tour в Таиланде и переехал в Южную Корею, чтобы стать стажером.

## Карьера

### 2014—2020: Дебют в Got7

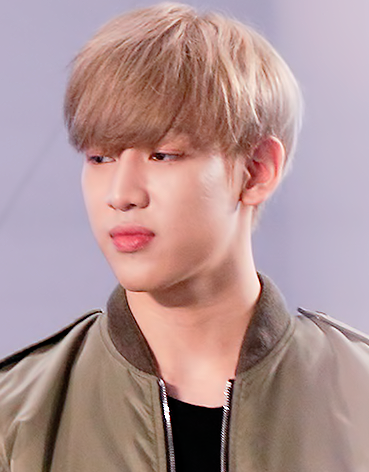
БэмБэм в 2015 году.

Бэм-Бэм стажировался в JYP на протяжении трёх с половиной лет. До дебюта он появился в эпизоде реалити-шоу на выживание «WIN: Who Is Next», который вышел в эфир 6 сентября 2013 года. Вместе с Марком Туаном, Джексоном Ваном и Югёмом, Ëнкеем, Пак Джэем, Вонпилем, Сонджином, Джунхеком из Day6, они соревновались против трейни YG Entertainment: Команды «А» и Команды «Б» (сейчас они известны как WINNER и iKON соответственно).
Дебютная песня Got7 «Girls Girls Girls» вместе с видеоклипом была выпущена 14 января 2014 года.
В 2016 году Бэмбэм и Джексон появились в шоу Настоящие мужчины в специальном эпизоде. Бэмбэм и Чжинен стали постоянными ведущими шоу M Countdown вместе с Ки из Shinee с марта 2015 по март 2016 года.
В 2017 году Бамбам спродюсировал лирическое видео на песню Got7 «You Are» с седьмого мини-альбома группы 7 for 7. 7 апреля 2017 года он выпустил сингл «Make It Right» для мотоцикла Yamaha Thailand qbix. Он сотрудничал с тайскими артистами Jayjay Kritsanapoom, Best Nathasit, Mild Wiraporn, Captain Chonlathorn, и Ud Awat.
28 сентября 2018 года он поделился самостоятельно срежиссированным видео под названием My Year 2018 на официальном аккаунте Got7 на YouTube, чтобы поблагодарить фанатов за их поддержку. 30 января 2019 года Бэмбэм объявил о своем первом фанмитинге «Black Feather in Thailand», который проходил со 2 по 17 марта в пяти городах, а именно Бангкоке, Накхонратчасиме, Кхонкаене, Пхукет-Сити и Чиангмае.
Весной 2019 года он присоединился к Jus2 на их премьерном показе «Focus» в Азии, выступая в качестве ведущего на остановках в Джакарте (21 апреля) и Бангкоке (27-28 апреля).
15 октября тайский рэпер F. Hero выпустил свой альбом Into the New Era в сотрудничестве с БэмБэмом под названием «Do You».
В 2020 году он выпустил свой первый саундтрек «I'm Not a Con-Heartist» (พี่ไม่หล่อลวง) для тайского фильма The Con-Heartist. Песня была выпущена 16 ноября, и Бэмбэм сочинил и спродюсировал ее вместе с Psycho Tension.

### 2021—н.в: Уход из JYPE,RibbonиB

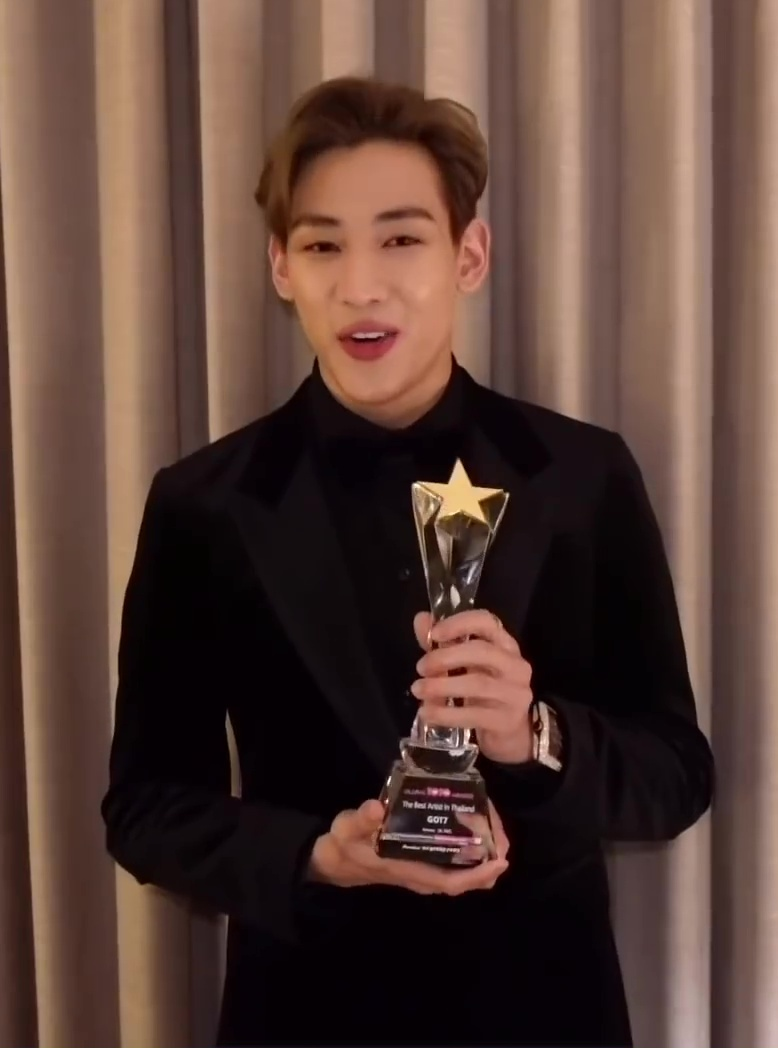
БэмБэм в 2021 году.

19 января 2021 года, после истечения срока его контракта, он покинул JYP Entertainment. 5 марта компания Abyss объявила, что БэмБэм подписал с ними эксклюзивный контракт. 16 марта он получил награду «Вдохновляющий образец для подражания молодежи» на церемонии вручения премии Thailand Master Youth 2020-2021 Awards. 17 мая он выступил в качестве MC в тайской версии Simply K-Pop Con-Tour.
15 июня он дебютировал сольно в Южной Корее со своим первым мини-альбомом Ribbon и одноименным заглавным треком к ней. Он выступил на суперконцерте SBS 2021 в Тэгу 31 октября и на K-Expo 2021 6 ноября.
28 декабря БэмБэм выпустил новый цифровой сингл «Who Are You» с участием Сыльги из Red Velvet, который послужил предварительным релизом для его нового альбома. 1 и 2 января 2022 года он провел свою первую встречу с фанатами в Бангкоке спустя два года. 7 января он официально объявил дату выхода своего второго мини-альбома B, назначенной на 18 января. Ее ведущий сингл «Slow Mo» был выпущен в тот же день в сопровождении музыкального клипа.
22 апреля БэмБэм выпустил новый цифровой сингл «Wheels Up» с участием Mayzin под управлением недавно созданной музыкальной компании Golden State Entertainment. С 27 по 29 мая он выступал в качестве ведущего на сольной встрече фанатов Марка Туана в Таиланде.
В феврале 2023 года компания Abyss выпустила тизер для БэмБэма подтвердив его возвращение 28 марта. 28 марта 2023 года он выпустил свой первый студийный альбом Sour & Sweet и музыкальный клип на одноименный заглавный трек. Впоследствии он провел свое первое мировое турне Area 52 с 19 сентября по 11 ноября в Южной Корее, на Филиппинах, в Китае, Малайзии, Вьетнаме, Таиланде и Японии, было распродано более 50.000 билетов на тайское шоу на стадионе Thunderdome. 4 мая 2024 года БэмБэм вернулся в Бангкок для участия в своем первом концерте Area 52 The World Tour на бис на национальном стадионе Раджамангала. В аншлаговом шоу приняла участие Сыльги из Red Velvet, с которой он исполнил песню «Who Are You».

## Личная жизнь
9 апреля 2018 года Бэмбэм вернулся в Таиланд для прохождения призыва в армию и был освобожден от службы в связи с тем, что в его регионе была достигнута комбинированная квота набора добровольцев и красной карточки.
Он посещал начальную школу Сайаксорн и среднюю школу Прамоч Виттайя Раминтра, которую окончил в январе 2020 года.

## Публичный имидж

### Мода
5 декабря 2017 года он запустил свою первую линию одежды под названием doubleB в сотрудничестве с Represent. Дизайн ограниченной серии был доступен для покупки в течение двух недель, а средства, вырученные от кампании, в рамках которой было продано 13.707 предметов, были переданы некоммерческой организации Water.org, которая обеспечивает доступ к безопасной питьевой воде.
7 сентября 2021 года он запустил вторую линию одежды в сотрудничестве с Charm's. Период распродаж, который должен был закончиться 30 сентября, был продлен до 10 октября из-за высокого спроса. Часть вырученных средств была пожертвована на поддержку детей из малообеспеченных семей.
В 2021 году журнал Vogue Thailand выбрал Бэмбама в качестве одного из 100 влиятельных людей в индустрии моды Таиланда. 2 июня он был объявлен новой музой YSL Beauty.
1 февраля 2024 года БэмБэм был объявлен новым послом бренда дома Louis Vuitton.

### Благотворительность
В мае 2019 года БэмБэм стал представителем кампании, запущенной ЮНИСЕФ Таиланда и Министерством социального развития и безопасности человека против жестокого обращения с детьми, а в сентябре он пожертвовал 100.000 бат, чтобы помочь детям, пострадавшим от наводнения в провинции Убонратчатхани.
В 2020 году он продолжил сотрудничество с ЮНИСЕФ Таиланда, приняв участие в его виртуальном концерте Love Delivery Fest 31 мая с целью повышения осведомленности и поддержки семей, пострадавших от пандемии COVID-19, а также в кампании «Звуки счастья» в сотрудничестве с Департаментом психического здоровья и Joox Thailand, ориентированный на подростков.

### Рекламная поддержка
В 2020 году БэмБэм был выбран в качестве лица новой кампании 5G компанией AIS, крупнейшим оператором мобильной связи в Таиланде, наряду с Лисой из Blackpink.
10 ноября 2020 года он стал новым амбассадором видеоигры-симулятора жизни The Sims 4, а 14 декабря выпустил новую песню «Beat Your Best» для продвижения напитков BK drinks.
8 января 2022 года БэмБэм был выбран глобальным послом клуба НБА «Голден Стэйт Уорриорз». Затем он выступил с песней «Wheels Up» с участием рэпера из Окленда Mayzin в перерыве домашнего матча «Уорриорз» против «Лос-Анджелес Лейкерс» в Чейз-центре в Сан-Франциско 7 апреля. Он также сотрудничал с Голден Стэйт, New Style Media Group и Fanatics в производстве футболок, свитшотов и других товаров ограниченным тиражом.
11 августа 2022 года Toyota Motor Thailand представила свой новый Yaris, пригласив Бэмбэма в качестве ведущего.
В 2023 году он был выбран послом молодежной линии Mind Bridge 23FW в Южной Корее.
В январе 2024 года Бэмбэм стал послом Xiaomi Redmi Note 13 в Юго-Восточной Азии.

## Дискография

### Студийные альбомы
| Название     | Детали                                                                                           | Наивысшая позиция | Продажи        |
| Название     | Детали                                                                                           | KOR               | Продажи        |
| ------------ | ------------------------------------------------------------------------------------------------ | ----------------- | -------------- |
| Sour & Sweet | - Выпущено: 28 марта 2023 года - Лейбл: Abyss Company - Форматы: CD, digital download, streaming | 3                 | - KOR: 103,377 |

### Мини-альбомы
| Название | Детали                                                                                            | Наивысшая позиция | Продажи        |
| Название | Детали                                                                                            | KOR               | Продажи        |
| -------- | ------------------------------------------------------------------------------------------------- | ----------------- | -------------- |
| Ribbon   | - Выпущено: 15 июня 2021 года - Лейбл: Abyss Company - Форматы: CD, digital download, streaming   | 2                 | - KOR: 134,845 |
| B        | - Выпущено: 18 января 2022 года - Лейбл: Abyss Company - Форматы: CD, digital download, streaming | 5                 | - KOR: 100,975 |

### Синглы
| Название                                                                                  | Год                | Наивысшая позиция  | Наивысшая позиция  | Альбом                  |
| Название                                                                                  | Год                | KOR                | US World           | Альбом                  |
| Как ведущий артист                                                                        | Как ведущий артист | Как ведущий артист | Как ведущий артист | Как ведущий артист      |
| ----------------------------------------------------------------------------------------- | ------------------ | ------------------ | ------------------ | ----------------------- |
| «Make It Right» (feat. Jaylerr, Best Nathasit, Mild, Captain Chonlathorn, and Ud Awat)    | 2017               | —                  | —                  | Неальбомный сингл       |
| «I'm Not a Con-Heartist» (พี่ไม่หล่อลวง)                                                      | 2020               | —                  | —                  | Неальбомный сингл       |
| «Beat Your Best»                                                                          | 2020               | —                  | —                  | Неальбомный сингл       |
| «Ribbon»                                                                                  | 2021               | 144                | 17                 | Ribbon                  |
| «Who Are You» (feat. Seulgi of Red Velvet)                                                | 2021               | —                  | 9                  | B                       |
| «Slow Mo»                                                                                 | 2022               | 132                | —                  | B                       |
| «Skrrt» (F.Hero and BamBam feat. Youngohm)                                                | 2022               | —                  | —                  | Неальбомный сингл       |
| «Wheels Up» (feat. Mayzin)                                                                | 2022               | —                  | —                  | Неальбомный сингл       |
| «Sour & Sweet»                                                                            | 2023               | 100                | —                  | Sour & Sweet            |
| «Our Story Never Ends» (with Ailynn, Billkin, Ink Waruntorn, Milli, Nont Tanont, PP Krit) | 2023               | —                  | —                  | Неальбомный сингл       |
| «Pick It»                                                                                 | 2023               | —                  | —                  | Неальбомный сингл       |
| Как приглашенный артист                                                                   |                    |                    |                    |                         |
| «Do You» (F. Hero feat. BamBam)                                                           | 2019               | —                  | —                  | Into the New Era        |
| Саундтреки                                                                                |                    |                    |                    |                         |
| Melting                                                                                   | 2022               | —                  | —                  | Деловое предложение OST |
| "—" обозначает релизы, которые не попали в чарты или не были выпущены в данном регионе.   |                    |                    |                    |                         |

### Композитор
Все титры песен взяты из базы данных Корейской ассоциации по защите авторских прав на музыку, если не указано иное.
| Год  | Артист | Название                             | Альбом                                        | Слова | Слова                                                                                            | Музыка | Музыка                                                                                      |
| Год  | Артист | Название                             | Альбом                                        | Права | Совместно                                                                                        | Права  | Совместно                                                                                   |
| ---- | ------ | ------------------------------------ | --------------------------------------------- | ----- | ------------------------------------------------------------------------------------------------ | ------ | ------------------------------------------------------------------------------------------- |
| 2015 | Got7   | «Everyday» (매일)                    | Mad: Winter Edition                           | Да    | Defsoul (JB), Cho Wool of Princess Disease                                                       | Нет    | N/A                                                                                         |
| 2016 | Got7   | «See the Light» (빛이나)             | Flight Log: Departure                         | Да    | Yugyeom, Mark Tuan, Frants                                                                       | Нет    | N/A                                                                                         |
| 2016 | Got7   | «Something Good»                     | Flight Log: Departure                         | Да    | Defsoul (JB)                                                                                     | Нет    | N/A                                                                                         |
| 2016 | Got7   | «Feel My Vibe»                       | Некоммерческий сингл                          | Да    | Jackson Wang, Boytoy                                                                             | Нет    | N/A                                                                                         |
| 2016 | Got7   | «No Jam» (노잼)                      | Flight Log: Turbulence                        | Да    | Mark, Frants, Yugyeom, Jackson                                                                   | Нет    | N/A                                                                                         |
| 2016 | Got7   | «If» (만약에)                        | Flight Log: Turbulence                        | Да    | Primeboi, Mark                                                                                   | Нет    | N/A                                                                                         |
| 2016 | Got7   | «Dreamin'» (니꿈꿔)                  | Flight Log: Turbulence                        | Да    | Earattack, Defsoul (JB)                                                                          | Нет    | N/A                                                                                         |
| 2017 | Got7   | «Shopping Mall»                      | Flight Log: Arrival                           | Да    | Earattack, Defsoul (JB), Jackson, Mark                                                           | Нет    | N/A                                                                                         |
| 2017 | Got7   | «Paradise»                           | Flight Log: Arrival                           | Да    | Jinyoung, Distract                                                                               | Нет    | N/A                                                                                         |
| 2017 | Got7   | «Go Higher»                          | Flight Log: Arrival                           | Да    | Earattack, Defsoul (JB), Jackson, Mark                                                           | Нет    | N/A                                                                                         |
| 2017 | Got7   | «Moon U»                             | 7 for 7                                       | Да    | Ars (Youngjae), Joo Chan-yang, Maxx Song                                                         | Нет    | N/A                                                                                         |
| 2017 | Got7   | «Remember You»                       | 7 for 7                                       | Да    | Lee Ha-jin                                                                                       | Да     | Images                                                                                      |
| 2017 | Got7   | «Face»                               | 7 for 7                                       | Да    | Lee Woomin 'collapsedone', Mayu Wakisaka, Jackson, Mark                                          | Нет    | N/A                                                                                         |
| 2017 | Got7   | «97 Young & Rich»                    | Turn Up                                       | Да    | Yugyeom, Frants, Simon                                                                           | Да     | Yugyeom, Frants                                                                             |
| 2018 | Got7   | «The Reason»                         | Eyes on You                                   | Да    | Lee Ha-jin                                                                                       | Да     | Images                                                                                      |
| 2018 | Got7   | «Party»                              | Present: You                                  | Да    |                                                                                                  | Да     | Frants                                                                                      |
| 2018 | Got7   | «WOLO»                               | Present: You & Me                             | Да    | Jackson, Yugyeom                                                                                 | Нет    | N/A                                                                                         |
| 2018 | Got7   | «King»                               | Present: You & Me                             | Да    | Jinyoung                                                                                         | Да     | Jinyoung, Frants                                                                            |
| 2018 | Got7   | «Nightmare»                          | Некоммерческий сингл                          | Да    | Jackson, Mark                                                                                    | Нет    | N/A                                                                                         |
| 2019 | Got7   | «Cold»                               | I Won't Let You Go                            | Да    | Simon                                                                                            | Да     | Frants                                                                                      |
| 2019 | Got7   | «Believe» (믿어줄래)                 | Spinning Top: Between Security and Insecurity | Да    | Tommy Park                                                                                       | Да     | Frants                                                                                      |
| 2020 | Got7   | «God Has Return + Mañana»            | Dye                                           | Да    | Jackson, Mark                                                                                    | Да     | Frants                                                                                      |
| 2020 | BamBam | «I'm Not a Con-Heartist» (พี่ไม่หล่อลวง) | Non-album single                              | Нет   | N/A                                                                                              | Да     | Psycho Tension                                                                              |
| 2020 | Got7   | «Waiting For You»                    | Breath of Love: Last Piece                    | Да    | Psycho Tension                                                                                   | Да     | Psycho Tension                                                                              |
| 2021 | BamBam | «Pandora»                            | Ribbon                                        | Да    | Earattack, Lee Ha-jin, Hwang Yoo-bin                                                             | Нет    | N/A                                                                                         |
| 2021 | BamBam | «Ribbon»                             | Ribbon                                        | Да    | Jo Yoon-kyung, Lee Ha-jin, Earattack, Luke                                                       | Да     | Peter Chun, Andreas Carlsson, Drew Scott, Ryan Kim, Earattack                               |
| 2021 | BamBam | «Look So Fine»                       | Ribbon                                        | Да    | Lee Ha-jin, Earattack                                                                            | Да     | Earattack                                                                                   |
| 2021 | BamBam | «Air»                                | Ribbon                                        | Да    | Chris LaRocca, Bryan Chong                                                                       | Да     | Chris LaRocca, Bryan Chong                                                                  |
| 2021 | BamBam | «Under the Sky»                      | Ribbon                                        | Да    | Lee Ha-jin                                                                                       | Нет    | N/A                                                                                         |
| 2022 | BamBam | «Intro: Satellites»                  | B                                             | Да    | Dougie F, Bryan Chong                                                                            | Нет    | N/A                                                                                         |
| 2022 | BamBam | «Who Are You»                        | B                                             | Да    | Lee Seu-ran, Lee Ha-jin, Grey (Kyle Trewartha, Michael Trewartha), Mikael Temrowski, Livvi Franc | Нет    | N/A                                                                                         |
| 2022 | BamBam | «Slow Mo»                            | B                                             | Да    | Lee Seu-ran, Pink Sweat$, Jayson DeZuzio                                                         | Нет    | N/A                                                                                         |
| 2022 | BamBam | «Let Me Love You»                    | B                                             | Да    | Jimmy Brown                                                                                      | Нет    | N/A                                                                                         |
| 2022 | BamBam | «Ride or Die»                        | B                                             | Да    | Lee Seu-ran, Earattack                                                                           | Нет    | N/A                                                                                         |
| 2023 | BamBam | «Feather»                            | Sour & Sweet                                  | Да    | Jimmy Brown                                                                                      | Нет    | N/A                                                                                         |
| 2023 | BamBam | «Take It Easy»                       | Sour & Sweet                                  | Да    | Kyle Reynolds, Brandyn Robert Burnette, Nicholas Henriqeus, Garrison Webster, Jawon Daniels      | Да     | Kyle Reynolds, Brandyn Robert Burnette, Nicholas Henriqeus, Garrison Webster, Jawon Daniels |
| 2023 | BamBam | «Ghost»                              | Sour & Sweet                                  | Да    | Adam Halliday, De'La, Sean Fischer, Lee Seu-ran                                                  | Да     | Adam Halliday, De'La, Sean Fischer                                                          |
| 2023 | BamBam | «Sour & Sweet»                       | Sour & Sweet                                  | Да    | Jade.J, Kyle Reynolds, Emily Rebecca Vaughn, Jonathan Santana                                    | Да     | Kyle Reynolds, Emily Rebecca Vaughn, Jonathan Santana                                       |
| 2023 | BamBam | «About You»                          | Sour & Sweet                                  | Да    | Hwang Yoo-bin, Higher Baby, Marty Valentine                                                      | Нет    | N/A                                                                                         |
| 2023 | BamBam | «Tippy Toe»                          | Sour & Sweet                                  | Да    | Adam Halliday, De'La, Bekah Novi                                                                 | Да     | Adam Halliday, De'La, Bekah Novi                                                            |
| 2023 | BamBam | «Wings»                              | Sour & Sweet                                  | Да    | Jade.J, Adam Halliday, Dillon Deskin                                                             | Да     | Adam Halliday, Dillon Deskin                                                                |

## Фильмография

### Фильмы
| Год  | Название         | Английское название | Роль              | Примечания               | Ист.   |
| ---- | ---------------- | ------------------- | ----------------- | ------------------------ | ------ |
| 2012 | Убийца из сказок | Fairy Tale Killer   | Сын Вонг Вай Хана | Гонконгский фильм ужасов |        |
| 2016 | Святилище        | Sanctuary           | БэмБэм            | Тайская короткометражка  | [ 89 ] |

### Телесериалы
| Год  | Название            | Английское название | Роль                  | Примечания                                            | Ист. |
| ---- | ------------------- | ------------------- | --------------------- | ----------------------------------------------------- | ---- |
| 2015 | Рыцарь мечты        | Dream Knight        | Он сам                | Корейско-китайская онлайн-драма от JYPE и Youku Tudou |      |
| 2016 | Воплощение ревности | Don't Dare to Dream | Парень в тайском баре | Камео (1 эпизод)                                      |      |

### Реалити-шоу
| Год     | Название                         | Роль              | Канал        | Примечание                                                              |
| ------- | -------------------------------- | ----------------- | ------------ | ----------------------------------------------------------------------- |
| 2013    | Who Is Next (WIN)                | Участник          | Mnet         | YG vs JYP Episode 4, with Mark, Jackson, Yugyeom and other JYP trainees |
| 2015    | My Young Tutor                   | Актёрский состав  | MBC          |                                                                         |
| 2016    | Where is My Friend’s Home        | Ведущий           | JTBC         | Cast member with Got7’s Jackson for episodes in Thailand                |
| 2016    | Real Men                         | Участник          | MBC          | with Jackson                                                            |
| 2016    | Uncontrollably Actor             | Участник          | K-STAR       |                                                                         |
| 2017    | I Can See Your Voice             | Участник          | Mnet         | Cast member with Got7’s Mark, Youngjae, Yugyeom, Jinyoung and JB        |
| 2017    | 3 zap                            | Участник          | Channel 3    | Cast member with Got7 for episodes in Thailand                          |
| 2017    | I Can See Your Voice Thailand    | Участник          | Workpoint TV | Cast member with Got7 Mark, Youngjae, Yugyeom                           |
| 2019    | Got7 Real Thai                   | Участник          | XtvN         | with Got7's Mark, Youngjae and Jinyoung                                 |
| 2022    | Rustically: In the Secret Island | Участник          | KBS          |                                                                         |
| 2022    | Seven Stars                      | Наставник         |              | Тайская программа прослушивания                                         |
| 2022    | Transit Love 2                   | Участник дискусии | TVING        | Эпизод 10 - Эпизод 20                                                   |
| 2023-нв | Master in the House              | Участник          | SBS          | Эпизод 239–настоящее время                                              |
| 2023    | Business Genius Baeksajang       | Участник          | tvN          |                                                                         |
| 2024    | My Sibling's Romance             | Участник дискусии | JTBC         |                                                                         |

## Награды и номинации
| Награда | Год  | Категория                                                    | Работа                                                       | Результат | Ист.            |
| --- | ---- | ------------------------------------------------------------ | ------------------------------------------------------------ | --------- | --------------- |
| Asia Artist Awards | 2021 | Премия за популярность (соло-исполнитель среди мужчин)       | Премия за популярность (соло-исполнитель среди мужчин)       | Номинация | [ 91 ]          |
| Asia Artist Awards | 2021 | U+Idol Live Popularity Award (соло-исполнитель среди мужчин) | U+Idol Live Popularity Award (соло-исполнитель среди мужчин) | Номинация | [ 92 ]          |
| Asia Artist Awards | 2021 | Best Artist Award (Певец)                                    | Best Artist Award (Певец)                                    | Победа    | [ 93 ]          |
| Asia Artist Awards | 2021 | Asia Celebrity Award (Певец)                                 | Asia Celebrity Award (Певец)                                 | Победа    | [ 94 ]          |
| Asia Artist Awards | 2022 | Idolplus Popularity Award (Певец)                            | Idolplus Popularity Award (Певец)                            | Номинация | [ 95 ]          |
| Asia Artist Awards | 2023 | Награда за популярность (певец мужчина)                      | Награда за популярность (певец мужчина)                      | Номинация | [ 96 ]          |
| Телепремия «Голубой дракон» | 2023 | Лучший новый артист мужского пола                            | Transit Love 2                                               | Номинация | [ 97 ]          |
| Brand Customer Loyalty Awards | 2023 | Entertainment Idol (среди мужчин)                            | Entertainment Idol (среди мужчин)                            | Номинация | [ 98 ]          |
| Daradaily Awards | 2019 | Male Popularity Vote Award                                   | Male Popularity Vote Award                                   | Победа    | [ 99 ] [ 100 ]  |
| Great Stars Awards | 2017 | Male Social Super Star of the Year                           | Male Social Super Star of the Year                           | Победа    | [ 101 ]         |
| Great Stars Awards | 2018 | Male Social Super Star of the Year                           | Male Social Super Star of the Year                           | Победа    | [ 102 ]         |
| Hanteo Music Awards | 2022 | Артист года                                                  | Артист года                                                  | Номинация | [ 103 ]         |
| Joox Thailand Music Awards | 2020 | Social Superstar                                             | Social Superstar                                             | Победа    | [ 104 ] [ 105 ] |
| Joox Thailand Music Awards | 2021 | Песня года                                                   | «I'm Not a Con-Heartist»                                     | Победа    | [ 106 ] [ 107 ] |
| Line TV Awards | 2021 | Line TV Лучшая тайская песня                                 | «I'm Not a Con-Heartist»                                     | Номинация | [ 108 ]         |
| Line Melody Music Charts | 2021 | Black Melody Award for Most Downloaded Song (July)           | «Ribbon»                                                     | Победа    | [ 109 ] [ 110 ] |
| Line Melody Music Charts | 2021 | Мелодия года                                                 | «Ribbon»                                                     | Победа    | [ 111 ]         |
| MChoice | 2022 | Mint Awards: The Inspiration Award                           | Mint Awards: The Inspiration Award                           | Победа    | [ 112 ]         |
| Seoul Music Awards | 2024 | The Best Award (Бонсан)                                      | Sour & Sweet                                                 | Номинация | [ 113 ]         |
| Seoul Music Awards | 2024 | Награда за популярность                                      | Награда за популярность                                      | Номинация | [ 113 ]         |
| Seoul Music Awards | 2024 | Male Solo Artist Award                                       | Male Solo Artist Award                                       | Номинация | [ 113 ]         |
| Seoul Music Awards | 2024 | Global Producer Award                                        | Global Producer Award                                        | Победа    | [ 114 ]         |
| Spotify Wrapped Live | 2023 | Indonesian Most Pick 2023                                    | Indonesian Most Pick 2023                                    | Победа    | [ 115 ]         |
| Suphannahong National Film Awards | 2021 | Лучшая оригинальная песня                                    | «I'm Not a Con-Heartist»                                     | Номинация | [ 116 ] [ 117 ] |
| Thailand Master Youth Awards | 2021 | Inspirational Role Model for Youth Award                     | Inspirational Role Model for Youth Award                     | Победа    | [ 118 ]         |
| Примечания: в случае, когда графы «Категория» и «Работа» объединены означает лишь то, что награда присуждается непосредственно самому БэмБэму. |      |                                                              |                                                              |           |                 |

### Списки
| Издатель    | Год  | Список                                             | Место | Ист.    |
| ----------- | ---- | -------------------------------------------------- | ----- | ------- |
| Tatler Asia | 2023 | Asia's Most Influential - Entertainment (Thailand) | н/д   | [ 119 ] |